# Maccraithara
× Maccraithara (abreviado Mcc) es un híbrido intergenérico entre los géneros de orquídeas Baptistonia × Cochlioda × Odontoglossum. Fue publicado en Orchid Rev. 109(1241, noh): 13 (2001).